# 誤謬表
『誤謬表』（ごびゅうひょう、羅: "Syllabus Errorum"）は、1864年12月8日にローマ教皇ピウス9世によって発表された文書。正式には『近代主義者の謬説表：ピオ9世の数多くの訓話、回勅、書簡による大勅書』と呼ばれる。
1848年革命以来揺らいでいた教皇やカトリックの権威に対し、ピウス9世は数々の訓話・書簡や回勅を通じてカトリックの絶対性を主張するとともに、市民革命の背景となった自由主義や自然主義、更には当時盛んとなりつつあった社会主義や共産主義まで誤謬として批判していった。そうした言説をまとめて1864年12月8日に回勅『クワンタ・クラ』（「注意深く」、羅: Quanta Cura）として発表し、それに付して誤謬とされた80の命題をまとめたのが誤謬表である。
誤謬表では、以下のことが誤謬とされた。
- 汎神論、自然主義、合理主義哲学
- 信教の自由、自由主義神学
- 社会主義、共産主義、フリーメイソン、聖書協会
- 領邦教会（英語版、ドイツ語版）、教会への国家の介入
- 世俗法の教会法に対する優越、非教会の学校設置
- 離婚

特に最後に「教皇は進歩、自由主義、現代文明と和解し、妥協する事ができるし、またそうしなければならない」というのまで誤謬として規定したことから、この誤謬表は『クワンタ・クラ』と共にカトリックが近代社会から完全に背を向けることを世に印象づけることになってしまった。フランスでは誤謬表についての説教が禁止され、カトリック教徒の中にも批判や議論が起こった。